# نيويورك (ميزوري)
بلدة نيويورك هي واحدة من اثني عشر بلدة في مقاطعة كالدويل التابعة لولاية ميزوري في الولايات المتحدة الأمريكية. حسب تعداد الولايات المتحدة 2000 كان عدد سكانها 256 نسمة.

## الجغرافيا
تغطي بلدة نيويورك مساحة قدرها 36.09 ميل مربع (93.5 كـم2) ولا تحتوي على مستوطنات مدمجة مدمجة.

## وصلات خارجية
- US-Counties.com
- City-Data.com